# 亞當斯維爾 (佛羅里達州薩姆特縣)
亞當斯維爾（英語：Adamsville）是位於美國佛羅里達州薩姆特縣的一個非建制地區。該地的面積和人口皆未知。

## 地理
亞當斯維爾的座標為28°47′59″N 82°01′14″W / 28.79972°N 82.02056°W，而該地的平均海拔高度為23米（即75英尺）。